# Mark Pollard
Mark John Pollard (Reino Unido, 13 de octubre de 1979) es un político malvinense que se desempeña como Miembro de la Asamblea Legislativa del territorio británico de ultramar de las Islas Malvinas por la circunscripción electoral de Puerto Argentino/Stanley desde 2017.

## Biografía
Nacido en el Reino Unido, siendo hijo de una isleña de cuarta generación y un Royal Marine que sirvió en las Malvinas, Pollard se trasladó a las islas en 1985. En 1997 participó en una serie del Servicio Mundial de la BBC para conmemorar el 15° aniversario de la guerra del Atlántico Sur.
Después de estudiar en el Reino Unido, regresó a las Malvinas y trabajó en telecomunicaciones durante 17 años. Sirvió brevemente como Presidente del Subcomité de la Asociación de las islas.